# Samtavisi-kathedraal

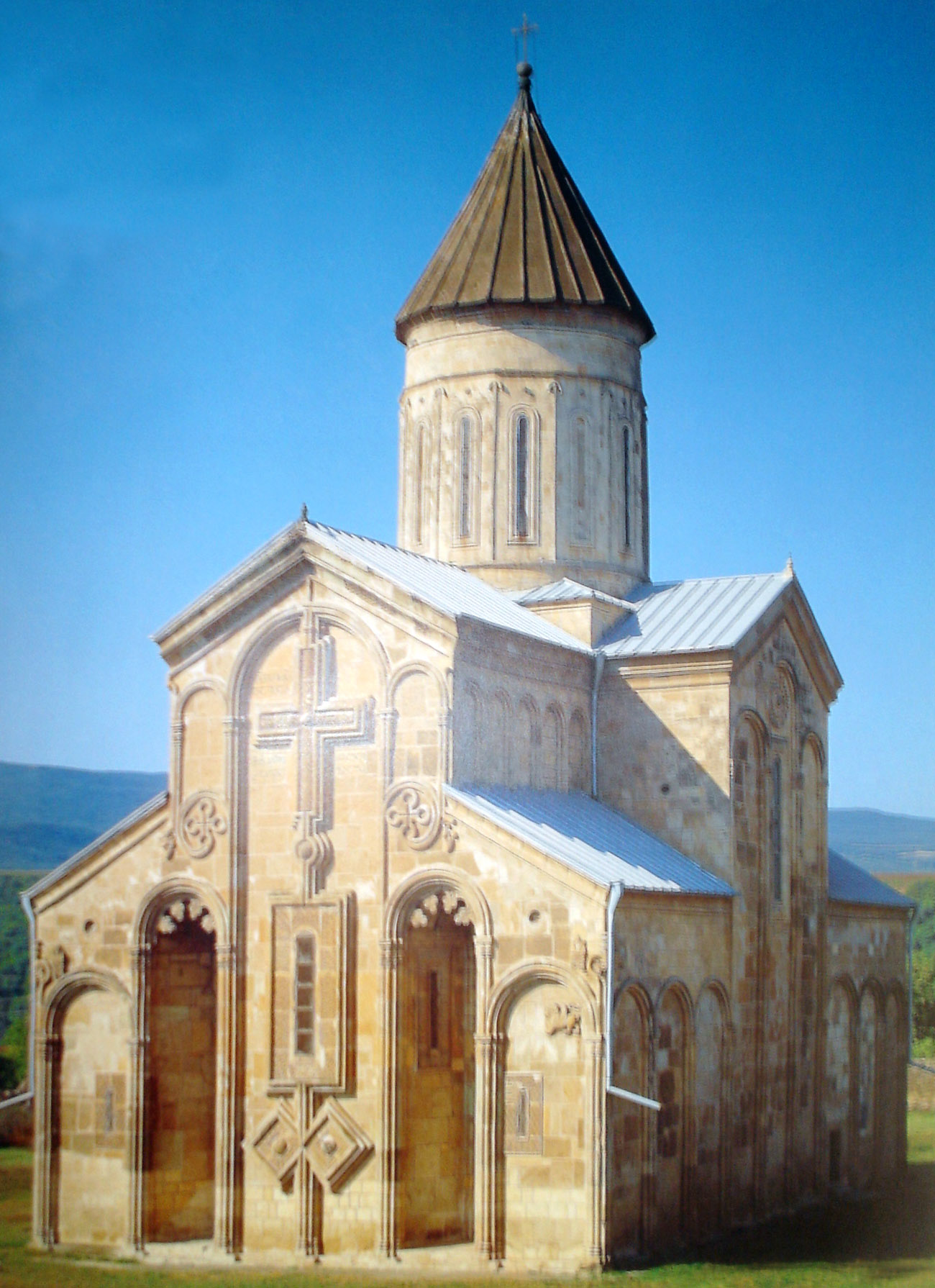
Samtavisi-kathedraal

De Samtavisi-kathedraal (Georgisch: სამთავისი) is een elfde-eeuwse monumentale Georgisch-Orthodoxe kathedraal in Georgië, gelegen in Samtavisi op 45 kilometer van hoofdstad Tbilisi en elf kilometer van Kaspi. De kathedraal is de hoofdzetel van het bisdom Samtavisi en Gori.